# São Bento do Sul
São Bento do Sul – miasto i gmina w południowej Brazylii, w stanie Santa Catarina, położone 241 km od stolicy stanu, Florianópolis. 
Ma powierzchnię 495,6 km². Według danych ze spisu ludności w 2010 roku gmina liczyła 74 801 mieszkańców, a gęstość zaludnienia wynosiła 149,11 osób/km². Dane szacunkowe z 2020 roku podają liczbę 85 421 mieszkańców. W 2018 roku produkt krajowy brutto per capita wyniósł 38 266,83 reali brazylijskich.
Słynie z produkcji mebli. W mieście organizowany jest festiwal Schlachtfest, związany z kulturą niemiecką.